# Alcoy (Cebu)
Pour les articles homonymes, voir Alcoy (homonymie).
Alcoy est une municipalité de la province de Cebu, au sud-est de l'île de Cebu, aux Philippines.

## Généralités
Elle est entourée des municipalités de Boljoon au sud, Dalaguete au nord, Alegria à l'ouest, et du détroit de Cebu reliant la mer de Bohol et la mer des Camotes à l'est.
Elle est administrativement constituée de 8 barangays (quartiers/districts/villages) :
- Atabay
- Daan-Lungsod
- Guiwang
- Nug-as
- Pasol
- Poblacion
- Pugalo
- San Agustin

Sa population en 2019 est d'environ 20 000 habitants.